# Tarangambadi
Tarangambadi je pobřežní město ve státě Tamilnádu v Indii. Jméno města znamená v místním jazyce Místo zpívajících vln. V letech 1620-1845 bylo město dánskou kolonií, známou pod názvem Trankebar nebo Tranquebar. 

## Zajímavosti
Dánský král v lednu 1759 zaručil Moravské církvi náboženskou svobodu ve všech dánských koloniích v Indii. Jeho přáním bylo, aby Moravané rozvinuli svou misii na Nikobarech. V Tranquebaru již od roku 1706 působili dánští misionáři. Moravští bratři-misionáři vypluli v listopadu 1759 z Neuwiedu a do Indie dorazili v červenci 1760. V Porayaru nedaleko Tranquebatu zakoupili zahradu, na níž postavili první dům. Tuto základnu nazvali Brüdergarten (bratrská zahrada). Někteří misionáři pocházeli z řad exulantů a zde zemřeli.